# Wilhelm Wattenbach
Ernst Christian Wilhelm Wattenbach (ur. 22 września 1819 w Ranzau, zm. 20 września 1897 we Frankfucie nad Menem) – niemiecki historyk i paleograf. Wnuk Augusta Henningsa.
Studiował w Bonn, Berlinie i Getyndze filologię klasyczną i historię starożytną. W 1842 obronił się na podstawie dysertacji De quadringentorum Athenis factione. Od 1843 na uniwersytecie w Kiel, współpracownik Monumenta Germaniae Historica. Habilitował się w 1851, profesorem został w 1855. Inicjator wydawnictwa Codex diplomaticus Silesiae. Pochowany w Heidelbergu obok siostry.